# Schachnerita
La schachnerita és un mineral de la classe dels elements natius. Rep el seu nom de Doris Schachner-Korn (1904-1988), professor de mineralogia de la Universitat Tècnica de Darmstadt, Alemanya.

## Característiques
La schachnerita és un element químic de fórmula química Ag1,1Hg0,9. Cristal·litza en el sistema hexagonal formant cristalls de fins a 1 centímetre de longitud, tot i que la majoria en són més petits. La seva duresa a l'escala de Mohs és 3,5.
Segons la classificació de Nickel-Strunz, la schachnerita pertany a «01.AD - Metalls i aliatges de metalls, família del mercuri i amalgames» juntament amb els següents minerals: mercuri, belendorffita, kolimita, eugenita, luanheïta, moschellandsbergita, paraschachnerita, weishanita, amalgames d'or, potarita i altmarkita.

## Formació i jaciments
Es forma a les zones oxidades per l'alteració de la moschellandsbergita; es creu que podria tractar-se també d'un mineral primari, tal com es troba al dipòsit de Kremikovci (Bulgària). Sol trobar-se associada a altres minerals com: paraschachnerita, acantita, cinabri, limonita, ankerita, esfalerita o pirita. Va ser descoberta l'any 1972 a la mina Vertrauen zu Gott, a Landsberg (Renània-Palatinat, Alemanya), tot i que se n'ha trobat a diversos indrets més.